# Dagoberto Fontes
Dagoberto Fontes (født 6. juni 1943 i Maldonado, Uruguay, død 4. maj 2024) var en uruguayansk fodboldspiller (midtbane).
Fontes spillede gennem sin karriere 13 kampe for Uruguays landshold. Han var en del af landets trup til VM 1970 i Mexico, og spillede fire af uruguayanernes seks kampe i turneringen.
På klubplan spillede Fontes for Montevideo-klubben Defensor Sporting.